# Christer Winberg
Bo Inge Christer Winberg, född 5 juni 1942 i Lundby församling, Göteborg, död 23 mars 2008 i Vasa församling, Göteborg, var en svensk historiker. 

## Biografi
Winberg disputerade 1975 vid Göteborgs universitet med avhandlingen Folkökning och proletarisering och blev 1977 arkivarie vid Landsarkivet i Göteborg. Han var professor i historia, särskilt stads- och kommunhistoria, vid Stockholms universitet från 1989 och föreståndare för Stads- och kommunhistoriska institutet. Därefter var han professor vid Göteborgs universitet från 1990. Winberg verkade inom många historiska ämnesområden, men det var alltid det socialhistoriska perspektivet som var hans mest givna utgångspunkt.
År 2010 utgavs postumt Varför skriver vi inte historiska romaner i stället? : texter i urval 1980-2005 som består av ett urval av hans artiklar och har inte minst uppmärksammats för sina teoretiska debattinlägg.
Winberg publicerade även bland annat Fabriksfolket – textilindustrin i Mark och arbetarrörelsens genombrott (1989), Arbetarstad i förvandling (1998), Hur Västsverige blev Västsvenskt (2000) och Amerikabåtarna (2007).

## Utmärkelser
- Palm Lennart Andersson, Sjöberg Maria, Myrdal Janken, Christensen Jan, Nyström Lars, red (2007). Historia: vänbok till Christer Winberg 5 juni 2007. Historiska institutionens skriftserie, 1100-679X ; 8. Göteborg: Historiska institutionen, Göteborg universitet. Libris 10473931. ISBN 9789188614643 - festskrift till Winbergs 65-årsdag.